# Chaudron-en-Mauges
Chaudron-en-Mauges est une ancienne commune française située dans le département de Maine-et-Loire, en région Pays de la Loire, devenue le 15 décembre 2015 une commune déléguée au sein de la commune nouvelle de Montrevault-sur-Èvre.

## Géographie
Commune angevine des Mauges, Chaudron-en-Mauges se situe sur les routes D 201, Botz-en-Mauges / La Salle-et-Chapelle-Aubry, et D 17, Saint-Pierre-Montlimart / Saint-Quentin-en-Mauges.
L'altitude de la commune varie de 25 à 146 mètres, et son territoire s'étend sur près de 26 km2 (2 571 hectares).

## Histoire
Lors de la guerre de Vendée, le 24 avril 1794, s'y déroule la bataille de Chaudron-en-Mauges.
Pendant la Première Guerre mondiale, 54 habitants perdent la vie. Lors de la Seconde Guerre mondiale, aucun habitant n'est tué.
En 2014, un projet de fusion de l'ensemble des communes de l'intercommunalité se dessine. Le 6 juillet 2015, les conseils municipaux de l'ensemble des communes du territoire communautaire votent la création d'une commune nouvelle baptisée Montrevault-sur-Èvre pour le 15 décembre 2015, dont la création a été officialisée par arrêté préfectoral du 5 octobre 2015.

## Politique et administration

### Administration municipale

#### Administration actuelle
Depuis le 15 décembre 2015, Chaudron-en-Mauges constitue une commune déléguée au sein de la commune nouvelle de Montrevault-sur-Èvre et dispose d'un maire délégué.
| Période                                  | Période                  | Identité                                | Étiquette | Qualité |
| ---------------------------------------- | ------------------------ | --------------------------------------- | --------- | --- |
| 15 décembre 2015                         | mai 2020                 | Jean-François de Villoutreys de Brignac |           | |
| mai 2020                                 | octobre 2023 (démission) | Corinne Bourcier                        | DVD       | Conseillère départementale du Canton de Beaupréau-en-Mauges (depuis 2021) Sénatrice de Maine-et-Loire (depuis septembre 2023) |
| 26 octobre 2023                          |                          | Jean-Luc Normand                        |           | |
| Les données manquantes sont à compléter. |                          |                                         |           | |

#### Administration ancienne
| Période                                  | Période          | Identité                                                         | Étiquette                    | Qualité |
| ---------------------------------------- | ---------------- | ---------------------------------------------------------------- | ---------------------------- | --- |
| ?                                        | 1802             | Jean-François de Villoutreys                                     |                              | |
| 1802                                     | 1818             | Germain de Villoutreys (Fils du précédent)                       |                              | |
| 1818                                     | 1830             | Jules de Villoutreys (Fils du précédent)                         |                              | |
| 1830                                     | 1835             | Vignon                                                           |                              | |
| 1835                                     | 1848             | François Renou                                                   |                              | |
| 1848                                     | 1865             | Jules de Villoutreys (Fils de Germain de Villoutreys)            |                              | |
| 1865                                     | 1871             | Joseph Gabory                                                    |                              | Propriétaire |
| 1871                                     | 1906             | Ernest de Villoutreys (Fils de Jules de Villoutreys)             |                              | |
| 1909                                     | 1945             | Jean de Villoutreys (Fils du précédent)                          | Conservateur                 | Conseiller général du Canton de Montrevault (1919-1937)                                                                      |
| 1945                                     | 1972             | Pierre de Villoutreys de Brignac (Fils du précédent)             | DVD puis RPF puis RS puis RI | Industriel Sénateur de Maine-et-Loire (1948-1965) Conseiller général du Canton de Montrevault (1945-1972) Décédé en fonction |
| 1972                                     | mai 1991         | Christian de Villoutreys (Fils du précédent)                     | RI puis UDF-PR               | Conseiller général du Canton de Montrevault (1972-1992)                                                                      |
| mai 1991                                 | mars 2008        | Gérard Bourcier                                                  | SE                           | Agriculteur |
| mars 2008                                | mars 2014        | Françoise Pagerit                                                | SE                           | Agricultrice |
| mars 2014                                | 14 décembre 2015 | Jean-François de Villoutreys, (Fils de Christian de Villoutreys) |                              | |
| Les données manquantes sont à compléter. |                  |                                                                  |                              | |

Les habitants de Chaudron-en-Mauges sont appelés les Caldéronnais.

### Ancienne situation administrative
La commune est membre en 2015 de la communauté de communes Montrevault Communauté, elle-même membre du syndicat mixte Pays des Mauges. La création de la commune nouvelle de Montrevault-sur-Èvre entraîne sa suppression à la date du 15 décembre 2015, avec transfert de ses compétences à la commune nouvelle.
Jusqu'en 2014, Chaudron-en-Mauges fait partie du canton de Montrevault et de l'arrondissement de Cholet. Ce canton de Montrevault comporte alors les onze même communes que l'intercommunalité. Dans le cadre de la réforme territoriale, un nouveau découpage territorial pour le département de Maine-et-Loire est défini par le décret du 26 février 2014. La commune est alors rattachée au canton de Beaupréau, avec une entrée en vigueur au renouvellement des assemblées départementales de 2015.

## Population et société

### Démographie

#### Évolution démographique
L'évolution du nombre d'habitants est connue à travers les recensements de la population effectués dans la commune depuis 1793. À partir du 1er janvier 2009, les populations légales des communes sont publiées annuellement dans le cadre d'un recensement qui repose désormais sur une collecte d'information annuelle, concernant successivement tous les territoires communaux au cours d'une période de cinq ans. 
Pour les communes de moins de 10 000 habitants, une enquête de recensement portant sur toute la population est réalisée tous les cinq ans, les populations légales des années intermédiaires étant quant à elles estimées par interpolation ou extrapolation. Pour la commune, le premier recensement exhaustif entrant dans le cadre du nouveau dispositif a été réalisé en 2008,.
En 2013, la commune comptait 1 471 habitants, en évolution de +3,88 % par rapport à 2008 (Maine-et-Loire : +3,3 %, France hors Mayotte : +2,49 %).
| 1793  | 1800  | 1806  | 1821  | 1831  | 1836  | 1841  | 1846  | 1851  |
| ----- | ----- | ----- | ----- | ----- | ----- | ----- | ----- | ----- |
| 1 500 | 1 150 | 1 199 | 1 348 | 1 581 | 1 641 | 1 705 | 1 718 | 1 802 |

| 1856  | 1861  | 1866  | 1872  | 1876  | 1881  | 1886  | 1891  | 1896  |
| ----- | ----- | ----- | ----- | ----- | ----- | ----- | ----- | ----- |
| 1 834 | 1 809 | 1 775 | 1 655 | 1 681 | 1 696 | 1 675 | 1 631 | 1 613 |

| 1901  | 1906  | 1911  | 1921  | 1926  | 1931  | 1936  | 1946  | 1954  |
| ----- | ----- | ----- | ----- | ----- | ----- | ----- | ----- | ----- |
| 1 581 | 1 586 | 1 637 | 1 446 | 1 437 | 1 369 | 1 327 | 1 366 | 1 441 |

| 1962  | 1968  | 1975  | 1982  | 1990  | 1999  | 2008  | 2013  | - |
| ----- | ----- | ----- | ----- | ----- | ----- | ----- | ----- | - |
| 1 540 | 1 582 | 1 517 | 1 506 | 1 551 | 1 409 | 1 416 | 1 471 | - |

#### Pyramide des âges
La population de la commune est relativement âgée. Le taux de personnes d'un âge supérieur à 60 ans (27,1 %) est en effet supérieur au taux national (21,8 %) et au taux départemental (21,4 %).
À l'instar des répartitions nationale et départementale, la population féminine de la commune est supérieure à la population masculine. Le taux (50,5 %) est du même ordre de grandeur que le taux national (51,9 %).
La répartition de la population de la commune par tranches d'âge est, en 2008, la suivante :
- 49,5 % d’hommes (0 à 14 ans = 18 %, 15 à 29 ans = 16,4 %, 30 à 44 ans = 18,3 %, 45 à 59 ans = 24,3 %, plus de 60 ans = 23 %) ;
- 50,5 % de femmes (0 à 14 ans = 16,1 %, 15 à 29 ans = 14,7 %, 30 à 44 ans = 17,2 %, 45 à 59 ans = 21 %, plus de 60 ans = 31,1 %).

| Hommes | Classe d’âge | Femmes |
| ------ | ------------ | ------ |
| 0,9    | 90 ans ou +  | 2,3    |
| 8,7    | 75 à 89 ans  | 14,1   |
| 13,4   | 60 à 74 ans  | 14,7   |
| 24,3   | 45 à 59 ans  | 21,0   |
| 18,3   | 30 à 44 ans  | 17,2   |
| 16,4   | 15 à 29 ans  | 14,7   |
| 18,0   | 0 à 14 ans   | 16,1   |

| Hommes | Classe d’âge | Femmes |
| ------ | ------------ | ------ |
| 0,4    | 90 ans ou +  | 1,1    |
| 6,3    | 75 à 89 ans  | 9,5    |
| 12,1   | 60 à 74 ans  | 13,1   |
| 20,0   | 45 à 59 ans  | 19,4   |
| 20,3   | 30 à 44 ans  | 19,3   |
| 20,2   | 15 à 29 ans  | 18,9   |
| 20,7   | 0 à 14 ans   | 18,7   |

## Économie
Sur 111 établissements présents sur la commune à fin 2010, 54 % relevaient du secteur de l'agriculture (pour une moyenne de 17 % sur le département), 3 % du secteur de l'industrie, 10 % du secteur de la construction, 23 % de celui du commerce et des services et 10 % du secteur de l'administration et de la santé.

## Culture locale et patrimoine

### Lieux et monuments

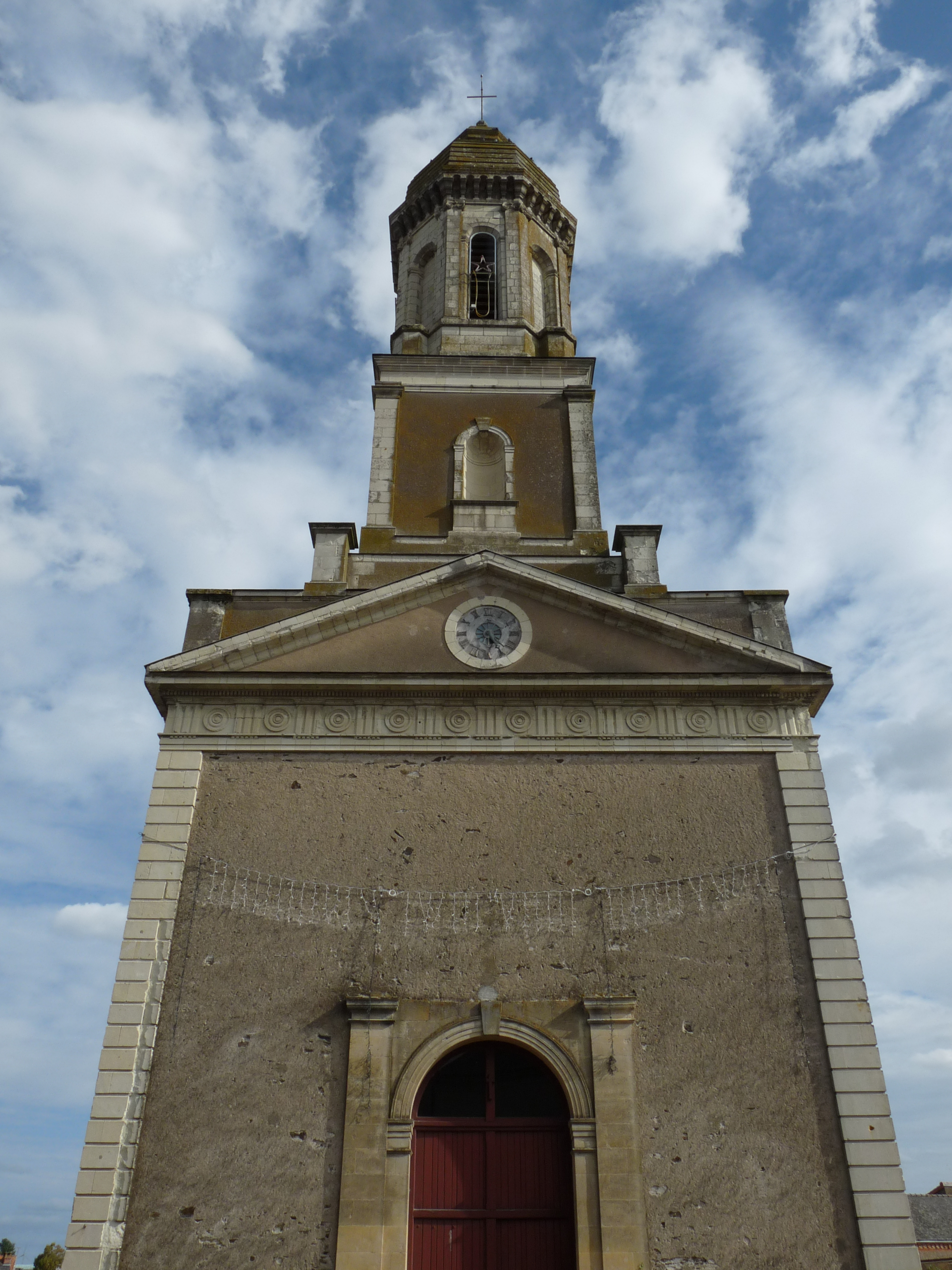
L'église de Chaudron-en-Mauges.

- Château du Bas-Plessis, avec deux tours médiévales[22].
- Chapelle de Liberge.
- Église paroissiale Saint-Martin-de-Vertou, de style néoclassique.

### Personnalités liées à la commune
- Famille de Villoutreys de Brignac